# Origo
Origo (Latin: oprindelse, start, kilde, ophav) er det samme som "nulpunktet" i et koordinatsystem, og alle punkter i koordinatsystemet beskrives i forhold til dette. Origo bliver dermed også udgangspunktet for stedvektorer.
Origo har koordinaterne (0,0) i et todimensionalt/plant koordinatsystem, og koordinaterne (0,0,0) i et tredimensionalt/rumligt koordinatsystem.
Der er forskellige måder at skrive en vektors navn på, men meget brugt er det at vektoren med navnet "0" er den der peger på origo, også kaldet nulvektoren. Eksempler herpå er: {\displaystyle {\overrightarrow {0}},{\underline {0}},\mathbf {0} }. Desuden har man nulmatricen: {\displaystyle {\underline {\underline {0}}}}.
| Dodekaeder | Spire Denne artikel om geometri er en spire som bør udbygges. Du er velkommen til at hjælpe Wikipedia ved at udvide den. |